# Čang Siao-kuang
Čang Siao-kuang (čínsky pchin-jinem Zhāng Xiǎoguāng, znaky zjednodušené 张晓光, tradiční 張曉光; * květen 1966 Ťin-čou, Liao-ning) je od roku 1998 čínský vojenský kosmonaut. V červnu 2013 vzlétl v lodi Šen-čou 10 ke svému prvnímu kosmickému letu.

## Život
Čang Siao-kuang pochází z okresu Chej-šan v městské prefektuře Ťin-čou v provincii Liao-ning. Je mandžuské národnosti. Od roku 1985 sloužil ve vojenském letectvu, k roku 2004 měl nálet přes 1000 hodin.
V říjnu 1995 začal mezi čínskými vojenskými piloty výběr do oddílu kosmonautů. Mezi kosmonauty byl zařazen v lednu 1998.
Při letu Šen-čou 9 roku 2012 byl členem záložní posádky, společně s Nie Chaj-šengem a kosmonautkou Wang Ja-pching. Záloha pro Šen-čou 9 se roku 2013 stala hlavní posádkou pro misi Šen-čou 10. Do vesmíru vzlétli 11. června 2013, o dva dny později se jejich loď automaticky spojila s čínskou malou vesmírnou stanicí Tchien-kung 1. Ve vesmíru pobyli do 26. června, kdy v návratovém modulu přistáli ve stepi Vnitřního Mongolska.
Čang Siao-kuang je ženatý, má syna.